# Гуиля
Гуѝля (на италиански: Guiglia, на местен диалект Guîa, Гуия) е малко градче и община в Северна Италия, провинция Модена, регион Емилия-Романя. Разположено е на 490 m надморска височина. Населението на общината е 3973 души (към 2012 г.).